# Bruno Storni
Bruno Storni, né le 17 août 1954 à Gordola (originaire de Tenero-Contra), est un ingénieur électronique et homme politique tessinois, membre du Parti socialiste.
Il est député du canton du Tessin au Conseil national depuis fin 2019.

## Biographie
Bruno Storni naît le 17 août 1954 à Gordola, dans le canton du Tessin. Il est originaire de Tenero-Contra, dans le même district.  
Il étudie à partir de 1973 à l'École d'ingénieurs d'Yverdon. Il y décroche un diplôme d'ingénieur en électronique ETS en 1976. En 1981 et 1982, il complète sa formation à l'École d'ingénieurs de Berne dans le domaine du développement logiciel.  
Il a été membre de la Commission fédérale pour les affaires spatiales[Information douteuse] et a enseigné de 1998 à 2019 à la Haute école spécialisée de la Suisse italienne. Depuis 2007, il est chargé de cours à l'École polytechnique fédérale de Lausanne dans le domaine de l'avionique.    
Bruno Storni est marié et père de trois enfants. Il vit à Gordola.  

## Parcours politique
Bruno Storni siège au Conseil communal (législatif) de Gordola de 1996 à 2000, puis à la Municipalité (exécutif) à partir de 2000. Il y est responsable de l'approvisionnement en eau potable et de la planification de la mobilité.
Il est membre du Grand Conseil du canton du Tessin de mai 2011 à décembre 2019.
En octobre 2019, il accède au Conseil national après l'élection de Marina Carobbio Guscetti au Conseil des États. Il siège au sein de la Commission des transports et des télécommunications (CTT). Candidat au Conseil des États lors des élections fédérales d'octobre 2023 pour tenter de conserver le siège socialiste occupé jusque-là par Marina Carobbio, il termine à la cinquième place et se désiste au profit de la Verte Greta Gysin pour le second. Il est en revanche réélu pour un deuxième mandat au Conseil national.

## Autres mandats
Bruno Storni est membre du comité de l'association Swiss Engineering depuis 2012. Il est également vice-président de l'Association transports et environnement depuis 2018.